# Ryby (powieść)
Ryby (hiszp. Los peces) – powieść meksykańskiego pisarza Sergio Fernandeza Cardenasa, pochodząca z 1968. Pierwsze polskie wydanie nastąpiło w 1986 (Wydawnictwo Literackie) w tłumaczeniu Andrzeja Nowaka, z okładką zaprojektowaną przez Janusza Wysockiego.
Książka jest metaforyczną opowieścią o stłumionej erotyce, która może być jednym ze sposobów odczuwania świata z perspektywy ludzkiej cielesności. Ryby unikają jakichkolwiek bezpośrednich odniesień do latynoamerykańskiej rzeczywistości końca lat 60. XX wieku. Są powieścią kosmopolityczną, pełną niejednokrotnie bardzo hermetycznej, śródziemnomorskiej symboliki. Powieść powstała w tragicznym dla Meksyku czasie – w roku masakry na placu Trzech Kultur w Tlatelolco, która zwieńczyła długotrwałe protesty ludności pragnącej głębokich reform systemowych w kraju. Masakra oznaczała dla dużej części narodu, w tym elit intelektualnych, koniec złudzeń związanych z obietnicami społecznymi rewolucji meksykańskiej i powrót do rzeczywistości burżuazyjnej. 
Czas po masakrze był dla wielu artystów meksykańskich czasem ucieczki w abstrakcję i symbolikę, okresem ucieczki od realizmu i opisu bieżącej rzeczywistości, czego jednym z przykładów są właśnie Ryby.
Akcja powieści rozgrywa się w Rzymie i traktuje o przelotnym spotkaniu pewnej kobiety z kapłanem, które zaowocowało pasmem jej erotycznej fascynacji. Takie tło jest okazją do snucia rozważań na temet tożsamości kultury meksykańskiej.